# Sport Huambo e Benfica
El SH Benfica es un equipo de fútbol de Angola que juega en la Segundona, la segunda categoría de fútbol en el país.

## Historia
Fue fundado el 29 de septiembre de 1931 en la ciudad de Nova Lisboa con el nombre Sport Nova Lisboa e Benfica como un equipo afiliado al SL Benfica de Portugal, por lo que los colores, uniforme y escudo son similares a los del cuadro portugués.
Durante la época colonial, el club ganó el título de liga en el año 1972, pero tres años después el gobierno independista comunista de Angola determinó eliminar todos vestigio de la época colonial en el país y forzó al club a cambiar su nombre por el de Estrela Vermelha do Huambo por estar vinculado al SL Benfica, aunque fue uno de los equipos fundadores de la Girabola en 1979.
Posteriormente cambió su nombre por el de Mambroa, hasta que en la década de los años 1990s el club cambió su nombre por el original, ahora reformado a SH Benfica debido a que la ciudad de Nova Lisboa cambió su nombre a Huambo tras la independencia.

## Palmarés
- Liga Provincial de Angola: 1

1972

## Entrenadores
| Zé do Pau           | (1997)     | - |            |
| Napoleão Brandão    | (Feb 2005) | - | (2006)     |
| Chiby               | (2007)     | - | ?          |
| António Sayombo     | (Jul 2007) | - | (Sep 2008) |
| Chiló               | (Sep 2008) | - | ?          |
| Hélder Teixeira     | (Feb 2009) | - | (Oct 2009) |
| Chiló y Esquerdinho | (Oct 2009) | - | (Nov 2009) |
| António Caldas      | (Nov 2009) | - | (Nov 2010) |
| Alberto Cardeau     | (Feb 2011) | - |            |
| Horácio Libengué    | (2012-14)  | - |            |
| Afonso Libengué     | (2014)     | - |            |